# Pianokonserter K 107 (Mozart)
Pianokonserterna K 107 är tre klaverkonserter av Wolfgang Amadeus Mozart, baserade på klaversonater av Johann Christian Bach ur Op. 5: sonat nr 2 i D-dur, sonat nr 3 i G-dur och sonat nr 4 i Ess-dur.
Till skillnad från Mozarts övriga pianokonserter är dessa skrivna för soloklaver, två violiner och generalbas och är inte inräknade med resterande 27 pianokonserter. Dock baseras de fyra första pianokonserterna på äldre kompositörers musik.

## Struktur

### Konsert KV 107 nr 1 i D-dur
1. Allegro.
2. Andante.
3. Tempo di Menuetto.

### Konsert KV 107 nr 2 i G-dur
1. Allegro.
2. Allegretto (med fyra variationer).

### Konsert KV 107 nr 3 i Ess-dur
1. Allegro.
2. Rondo: Allegretto.